# Antisthenes
Antisthenes (tiếng Hy Lạp: Ἀντισθένης; 445 TCN – 365 TCN) là nhà triết học người Hy Lạp. Ông là học trò của Socrates. Ông là người thành lập trường phái Cynic (phái Khuyển nho).

## Cuộc đời
Antisthenes sống hết sức kham khổ. Ông mặc những bộ quần áo sơ sài nhất (quần áo dành cho nô lệ và những người lao động nghèo tự do). Ông uống nước lã hưng bằng tay. Và ông ngủ không cần giường, mùa đông lấy lá rừng làm chăn, còn mùa hè lấy sông hồ cầm thú làm bạn. Antisthenes thường tổ chức các cuộc đàm thoại ở trường Kynosarges. Theo tiếng Hy Lạp, kynosarges có nghĩa là chó trắng. Bản thân nhà triết học Hy Lạp tự nhận mình là chó lai.

## Tư tưởng triết học
Antisthenes là người tuyệt đối hóa cái riêng:
| “ | Không có cả loài lẫn giống: tôi nhìn thấy con người, còn tình người thi tôi không nhìn thấy; tôi nhìn thấy con ngựa, chứ tình ngựa thì không, do vậy khái niệm chung hoàn toàn không tồn tại | ” |